# Dario Pieri
Dario Pieri (Florència, 1 de setembre de 1975) és un ciclista italià, ja retirat, que fou professional entre el 1997 i l'abril del 2006, quan decidí deixar-ho després dels Tres dies de La Panne, cansat de no retrobar el nivell del 2003 per problemes de sobrepès.
Destacà en les clàssiques amb llambordes. Guanyà el Gran Premi E3 del 2002 i fou segon al Tour de Flandes del 2000 i a la París-Roubaix del 2003, en què fou batut a l'esprint per Peter Van Petegem.

## Palmarès
- 1996
  - 1r al Tríptic de les Ardenes i vencedor d'una etapa
- 1998
  - Vencedor d'una etapa als Tres dies de La Panne
  - Vencedor d'una etapa del Tour de Langkawi
- 1999
  - Vencedor d'una etapa de la Volta a Eslovènia
- 2002
  - 1r al Gran Premi E3

### Resultats al Giro d'Itàlia
- 1999. 81è de la classificació general
- 2000. Abandona
- 2003. Fora de control (18a etapa)

### Resultats al Tour de França
- 2000. Abandona (10a etapa)